# Марков, Виктор Георгиевич
Виктор Георгиевич Марков (1854—1917) — русский военный инженер, генерал-лейтенант. Участник Первой мировой войны.

## Биография
В 1874 году после окончания Михайловско-Воронежской военной гимназии и Николаевского инженерного училища, выпущен был подпоручиком во 2-й саперный батальон. В 1877 году произведён в поручики. В 1880 году после окончания Николаевской инженерной академии по 1-му разряду, был произведён в штабс-капитаны, в 1882 году в капитаны.
С 1892 года произведён в подполковники и назначен помощником начальника Уманской инженерной дистанции. С 1894 года делопроизводитель по строительной части инженерного управления Киевского военного округа. В 1896 году «за отличие по службе» произведён в полковники. С 1903 года начальник Бессарабской инженерной дистанции Одесского военного округа.
В 1908 году произведён в генерал-майоры «за отличие по службе» и назначен начальником Брест-Литовского крепостного инженерного управления. С 1910 года начальник инженерного управления Петербургского военного округа. С 1912 года начальник окружного управления по квартирному довольствию войск Петербургского военного округа. В 1914 году произведён в генерал-лейтенанты «за отличие по службе». В 1917 году скончался на станции Батайск Владикавказской железной дороги. Похоронен в Ростове-на-Дону.